# 江間インターチェンジ
江間インターチェンジ（えまインターチェンジ）は、静岡県伊豆の国市にある伊豆中央道のインターチェンジ。本項では隣接する江間交差点（えまこうさてん）についても述べる。

## 歴史
- 1985年3月30日：大場川南交差点 - 長岡北IC間約4.8km開通に伴い、三島方面ハーフインターとして供用開始。
- 2020年
  - 7月1日：江間ICフルインターチェンジ化、供用開始。
  - 7月9日：江間交差点立体化、供用開始。

## 接続する道路
- 静岡県道134号静浦港韮山停車場線（三島方面からは側道経由で接続）
- 伊豆の国市道長1029号線（下田方面からは側道経由で接続）

## 周辺
- ドライブインいちごプラザ
- 伊豆の国市立長岡北小学校
- 江間いちご狩りセンター
- 北江間横穴群

## 江間改築事業
2014年2月11日の伊豆縦貫自動車道（東駿河湾環状道路）函南塚本ICの供用開始による交通量増加の対策として、三島方面ハーフインターだった江間ICのフルインターチェンジ化と、江間ICと江間料金所間にある、唯一の平面信号交差点だった江間交差点の立体化（江間改築事業）が事業化された。
事業は、江間交差点を跨ぐ陸橋（北江間橋：延長80.0m）で立体交差するとともに、三島方面出入口を江間交差点に付け替えてハーフインターチェンジ化する。また、江間ICは下田方面出入口として南側へ上るオンランプ（延長285.3m）と北側へ下るオフランプ（延長247.5m）を新設するとともに、三島方面出入口は本線とは合流せずに側道として分離し、ハーフインターチェンジの間を連絡させることになっている。
当初は2021年秋に供用開始する予定だったが、2020年東京オリンピックの自転車競技が静岡県伊豆市の日本サイクルスポーツセンターで行われることになり、伊豆中央道と修善寺道路が会場へのシャトルバスの輸送道路に指定されたことから、オリンピック開催に間に合うよう静岡県の東京五輪会場アクセス道路整備事業費も投入して前倒しで整備され、江間ICのフルインターチェンジ化は2020年7月1日、江間交差点立体化は同7月9日にそれぞれ供用開始した。なお、2017年の事業評価によると、江間改築事業のB/C（費用便益比）は6.40とされている。
事業計画
- 江間交差点立体化：1箇所
- 江間ICフルインター化：1箇所
- 延長：1,050 m
- 幅員：本線部 9.0 m、ランプ部 4.75 m
- 車線数：本線部 2車線、ランプ部 1車線
- 道路規格：本線部 第3種2級、ランプ部 D規格
- 設計速度：本線部 60 km/h、ランプ部 30 km/h
- 事業期間：2013年度 - 2021年度（予定）
- 総事業費：約61億円（静岡県道路公社有料道路事業費：約16億円、静岡県交付金事業費：約31億円、静岡県東京五輪会場アクセス道路整備事業費：約14億円）[8]

## 隣
伊豆中央道
函南塚本IC - 伊豆中央道入口交差点 - （平面交差あり） - 江間料金所 - 江間交差点（三島方面出入口） - 江間IC（下田方面出入口） - 長岡北IC